# Neoleprea booligal
Neoleprea booligal är en ringmaskart som beskrevs av Anne D. Hutchings 1997. Neoleprea booligal ingår i släktet Neoleprea och familjen Terebellidae. Inga underarter finns listade i Catalogue of Life.